# Patrick Peikert
Pour l’article homonyme, voir Martin Peikert.
Patrick Peikert, né à Vevey le 19 mars 1960, est un programmateur musical, directeur artistique et agent de concerts vaudois.

## Biographie
Avant de se faire connaître comme directeur de label, directeur artistique et programmateur, Patrick Peikert a suivi une formation musicale à la contrebasse. Il suit en effet les cours de Francis Marcellin et de Franco Petracchi et obtient prix Suzannet et meilleur résultat des classes non professionnelles de contrebasse en 1977, alors qu'il n'est qu'au degré préparatoire. Il passe ensuite avec succès son certificat au Conservatoire de Lausanne en 1981. Il découvre les coulisses des concerts dès 1976 alors qu'il travaille comme bénévole au Montreux Jazz Festival. Chaque été, pendant dix ans, il profite de se former à ce qui deviendra son véritable métier. 
Les contacts noués lors de ces stages estivaux lui permettent de rencontrer Yves Petit-de-Voize, directeur du Festival Musique Montreux-Vevey qui l'engage en 1986 comme assistant. Puis il est nommé consultant artistique à l'Orchestre national de Lyon, avant d'assumer un premier poste de responsable en devenant directeur du Festival, Académie et Concours Tibor Varga à Sion en 1989. Il assume cette fonction jusqu'en 1991, année où il devient administrateur de l'Orchestre de chambre de Lausanne (OCL). Il est choisi par le chef Jésus López Cobos lui-même, grâce à ses qualités de musicien - Patrick Peikert a en effet joué à l'Orchestre des rencontres musicales et fait quelques remplacements à l'OCL. 
C'est sous sa conduite, notamment, que l'orchestre parvient à régler ses problèmes de locaux et à s'installer à la salle Métropole de Lausanne en 1995. Il est également à l'origine de changements dans la méthode de travail des musiciens : il cherche non seulement à ouvrir les productions de l'orchestre au grand public, en faisant participer celui-ci à des opérations comme Label Suisse, mais aussi à augmenter la qualité artistique de l'OCL par une rationalisation du travail et une meilleure séparation des répertoires abordés. À la suite des difficultés financières de l'OCL, essentiellement dues au retrait des partenaires radio et communaux, Patrick Peikert quitte son poste en 2010.
Déjà directeur du Concours International Clara Haskil à Lausanne depuis 1993, président du comité d'organisation des deux premières Fêtes de la Musique à Lausanne en 1995 et 1996, Patrick Peikert ne tarde pas à se reconvertir. Dès 2010, en effet, il est nommé directeur de Claves Records, premier label suisse spécialisé dans la promotion et la diffusion de musique classique.
Toujours actif dans la promotion des jeunes talents et dans la mise en valeur de la musique, Patrick Peikert vit actuellement à Lausanne, où, en plus du Concours international de piano Clara Haskil du Zermatt Music Festival & Academy et des éditions Claves, il dirige l'agence de concert Applausus.

## Sources
- « Patrick Peikert », sur la base de données des personnalités vaudoises sur la plateforme « Patrinum » de la Bibliothèque cantonale et universitaire de Lausanne.
- Tetaz, Myriam, "Du nouveau à l'OCL", 24 heures, 1990/09/07